# Tepui ökörszem
A tepui ökörszem (Troglodytes rufulus) a madarak osztályának verébalakúak (Passeriformes) rendjébe és az ökörszemfélék (Troglodytidae) családjába tartozó faj.

## Rendszerezése
A fajt Jean Cabanis német ornitológus írta le 1849-ben. Magyar nevét a Tepui hegyről kapta.

## Alfajai
- Troglodytes rufulus rufulus (Cabanis, 1848) - a Roraima-hegy és az Uei-tepui vidéke a venezuelai-guyanai-brazil hármashatár környékén
- Troglodytes rufulus fulvigularis (Zimmer & Phelps, 1945) - Venezuelában Bolívar állam délkeleti része
- Troglodytes rufulus yavii (Phelps & W. H. Phelps Jr, 1949) - Venezuelában Amazonas állam északi része
- Troglodytes rufulus duidae (Chapman, 1929) - Venezuelában Amazonas állam középső része és Bolívar állam déli része
- Troglodytes rufulus wetmorei (W. H. Phelps & W. H. Phelps Jr, 1955) - Venezuelában Amazonas állam déli részén a Cerro de la Neblina homokkőhegy vidéke, elképzelhető hogy előfordul a homokkőhegy brazil részén is.
- Troglodytes rufulus marahuacae (W. H. Phelps Jr & Aveledo, 1984) - Venezuelában Amazonas állam középső része  [2]

## Előfordulása
Dél-Amerika északi részén, Brazília, Guyana és Venezuela területén honos. Természetes élőhelyei a szubtrópusi és trópusi hegyi esőerdők és cserjések. Állandó, nem vonuló faj.

## Megjelenése
Testhossza 12 centiméter.

## Természetvédelmi helyzete
Az elterjedési területe nagyon nagy, egyedszáma ugyan csökken, de még nem éri el a kritikus szintet. A Természetvédelmi Világszövetség Vörös listáján nem fenyegetett fajként szerepel.